# Real a Lie
Real a Lie è il secondo singolo tratto dall'album di debutto di Melissa Auf der Maur pubblicato nel 2004.

## Il brano
Originariamente intitolato Realalie, il brano era stato scritto da Melissa Auf der Maur insieme a Steve Durand e pubblicato dalla loro band i Tinker come loro secondo singolo nel 1994. Melissa lo ha ripreso e riadattato, includendolo nel suo primo album da solista. Si trova sulla terza traccia dell'album.
Ha raggiunto la 33ª posizione nelle classifiche dei singoli del Regno Unito nel 2004.

## Video
Il video musicale del brano, diretto da Scott Lyon, è stato pubblicato il 3 maggio 2004. Nel video, girato in "still motion", appare Melissa che esegue il brano con la sua band e scatta autoritratti con vari apparecchi fotografici, tra cui una Polaroid..

## Tracce
CD singolo
1. Real a Lie – 4:22
2. My Foggy Notion (Demo) – 4:13

CD maxi singolo
1. Real a lie – 4:22
2. Afraid (Nico cover) – 3:38
3. Taste You (Acoustic) – 4:49
4. Real a Lie (Video)

Vinile 7" UK
1. Real a lie – 4:22
2. Afraid (Nico cover) – 3:38

## Formazione
Hanno partecipato alle registrazioni, secondo le note dell'album:

### Musicisti
- Melissa Auf der Maur – voce, basso, chitarra
- Steve Durand – chitarra
- Jordon Zadorozny – chitarra
- John Stainer – batteria

### Tecnici
- Chris Goss – produzione, ingegneria del suono
- Melissa Auf der Maur – produzione
- Martin Schmelzle – ingegneria del suono
- Matt Mahaffey – ingegneria del suono, missaggio (in Afraid)
- Jordon Zadorozny – ingegneria del suono (in My Foggy Notion)
- Ben Grosse – missaggio